# میدلویچ
latitudeمیدلویچlongitudeمیدلویچ
میدلویچ (به انگلیسی: Middlewich) یک شهرک در بریتانیا است که در انگلستان واقع شده‌است.

## خصوصیات
میدلویچ ۱۳٬۱۰۱ نفر جمعیت دارد.